# 和光インターチェンジ
和光インターチェンジ（わこうインターチェンジ）は、埼玉県和光市にある東京外環自動車道のインターチェンジである。
当インターチェンジの構造は特殊である。東京外環自動車道は都市高速に近い形で設計されているため、高速自動車国道のインターチェンジながら外側を並走する埼玉県道88号とランプウェイで結ばれる首都高速道路などの都市高速に近い形のインターチェンジになっている。

## 所在地
- 三郷方面（外回り）の入口、大泉・関越道方面（内回り）の出口：〒351-0111 埼玉県和光市下新倉一丁目
- 三郷方面（外回り）の出口、大泉・関越道方面（内回り）の入口：〒351-0106 埼玉県和光市広沢

東京外環自動車道が新規開通した1992年から、大泉JCTまでが開通した1994年まで、暫定的に西側の起点であった。

## 歴史
- 1992年（平成4年）11月27日 : 東京外環自動車道和光IC - 三郷JCT間の開通により供用開始。
- 1994年（平成6年）3月30日 : 東京外環自動車道大泉JCT - 和光IC間延伸。

## 道路
- C3 東京外環自動車道（51番）

## 接続する道路
- 国道254号
- 埼玉県道88号和光インター線（内回りは和光市道113号線・ニホニウム通りに出る）
- 埼玉県道109号新座和光線

## 周辺
- 本田技術研究所
- 理化学研究所
- 和光市役所
- 埼玉県南西部消防本部 和光消防署
- 和光市駅（東武東上線・東京メトロ有楽町線・副都心線）
- 陸上自衛隊朝霞駐屯地
  - 陸上自衛隊広報センター
- 和光樹林公園
- 税務大学校和光校舎
  - 関東信越研修所
- 司法研修所
- 裁判所職員総合研修所
- 国立保健医療科学院
- 国立病院機構埼玉病院
- 埼玉県立和光国際高等学校
- 埼玉県立和光特別支援学校
- 埼玉県立和光南特別支援学校
- 和光市総合体育館
- 和光市立図書館
- 和光郵便局

## 料金所

### 美女木JCT・川口・三郷方面
- レーン数：2
  - ETC専用レーン：1
  - 一般・ETCレーン：1

### 大泉JCT・関越道方面
- レーン数：2
  - ETC専用レーン：1
  - 一般・ETCレーン：1

## 隣
C3 東京外環自動車道
(50)大泉JCT/IC - (51)和光IC - (52)和光北IC/新倉PA